# Antonio Lazzarini
Antonio Lazzarini (Belluno, 1672 – Belluno, 16 aprile 1732) è stato un pittore italiano.
Nato da Lazaro e da una Vittoria di cui non è noto il cognome, la prima citazione che lo riguarda è l'atto di battesimo, avvenuto il 26 giugno 1672 nella cattedrale di Belluno. La famiglia, tuttavia, potrebbe essere originaria dell'Agordino o della Valzoldana.
Probabilmente si formò presso la bottega di Agostino Ridolfi, erede della pittura barocca e interprete dell'arte dei tenebrosi. Fu influenzato, forse, anche da Mattia Grempsel, pittore austriaco con il quale lavorò nel santuario di San Francesco di Paola a Revine. Qui il Lazzarini realizzò le sue prime opere documentate: due ovali con San Domenico e San Giovanni Battista, oggi esposti al Museo diocesano di Vittorio Veneto (1700-1702).
Il Lazzarini fu artista conservatore, richiamandosi, oltre ai già citati artisti, anche alla tradizione del Frigimelica. Inizialmente non fu molto interessato alle innovazioni pittoriche del periodo, nemmeno quando, ai primi del Settecento, tornò a Belluno Sebastiano Ricci da Vienna. Solo a partire dal secondo decennio del secolo il suo stile ebbe una decisa svolta, anche sul modello del discepolo Gaspare Diziani.
Sposato con la concittadina Orsola Casotto, il 26 ottobre 1712 gli nacque Giovanni Battista, come lui pittore.
Fu sepolto presso la chiesa di Santo Stefano.